# Зайцево (Куйбишевський район)
За́йцево (рос. Зайцево) — хутір у Куйбишевському районі Ростовської області Росії. Входить до складу Кринично-Лузького сільського поселення.

## Географія
Географічні координати: 47°43' пн. ш. 39°21' сх. д. Часовий пояс — UTC+4.
Хутір Зайцево розташований на південному схилі Донецького кряжу. Відстань до районного центру, села Куйбишева, становить 39 км.

### Урбаноніми
- вулиці — Нова, Перемоги, Радянська;
- провулок — Перемоги[2].

## Історія
У другій половині XIX століття навколишні землі вільно купувалася і продавалася. Першим придбав землю на місці сучасного хутора багатій на прізвище Зайцев, який приїхав з України.
У 1930 році під час періоду колективізації з села вивезли майже всіх мешканців, окрім сім'ї Ткаченків, яка була багатодітною. Лише в 1933 році сюди почали звозити людей, які займалися випасом худоби та обробкою землі. Було створено перший утворено колгосп, а в будинку, де жив Зайцев відкрито дитячий садок. 1939 року відкрили сільський клуб.
Під час Другої світової війни на території хутора діяв військовий аеродром.
У 1950 році сюди із хутора Дубовики було перенесено школу, а також встановлено пам'ятник загиблим під час війни.

## Населення
За даними перепису населення 2010 року на території хутора проживало 234 особи. Частка чоловіків у населенні складала 54,3% або 127 осіб, жінок — 45,7% або 107 осіб.

## Соціальна сфера
У населеному пункті діють фельдшерський пункт та сільська бібліотека.

## Пам'ятки
На території хутора знаходиться братська могила 41 радянського воїна, що загинули під час Другої світової війни.